# Gastronomía de Hawái

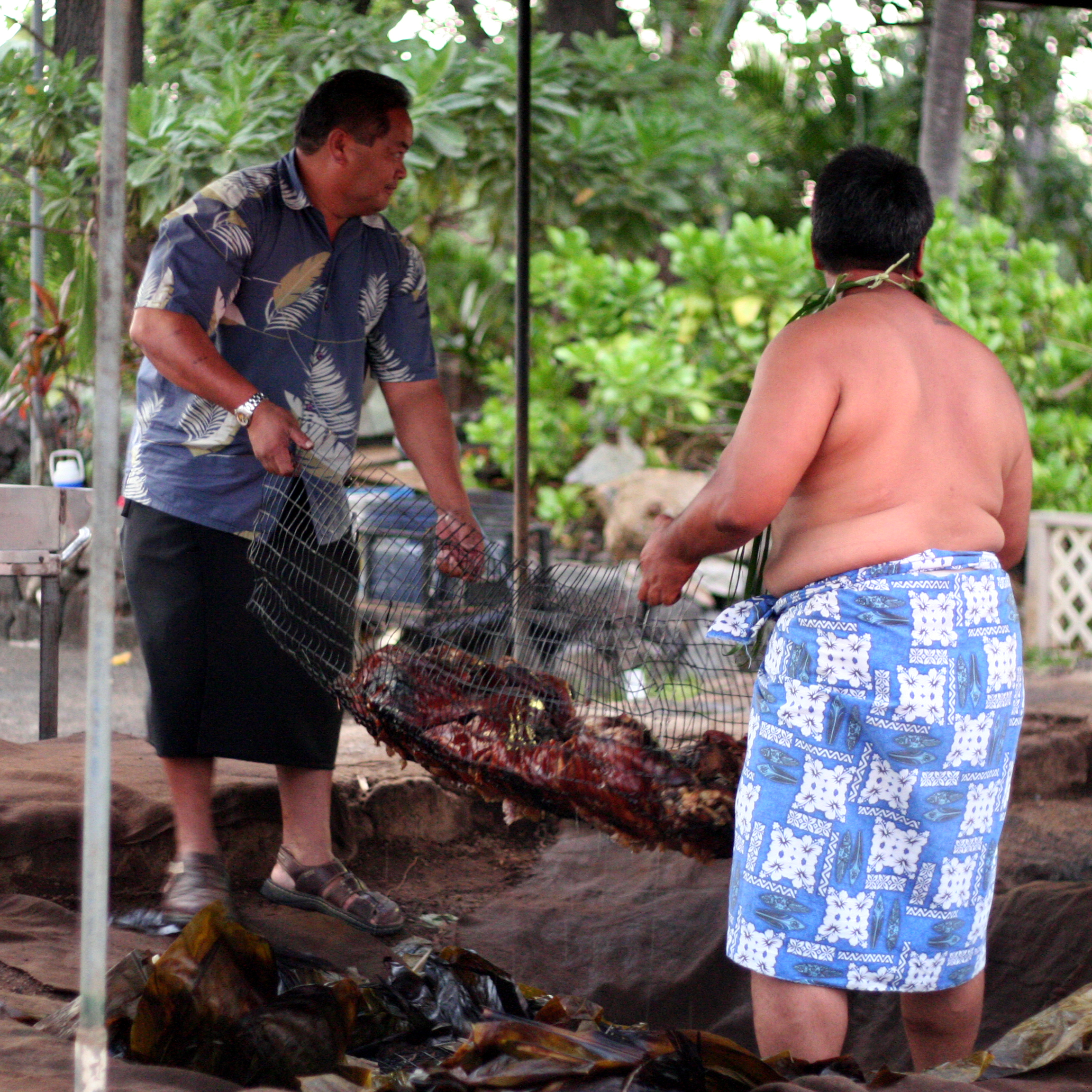
Dos hombres cocinando cerdo en un imu, u horno de tierra hawaiano.

La gastronomía de Hawái moderna es una fusión de muchas cocinas llevadas al archipiélago de Hawái por inmigrantes de diversas etnias, especialmente de origen estadounidense, chino, filipino, japonés, coreano, polinesio y portugués, incluyendo ingredientes vegetales y animales importados de todo el mundo. Muchos restaurantes locales sirven el omnipresente pā mea ʻai, que incluye el alimento básico del este asiático, dos bolas de arroz, una versión simplificada de la ensalada de macarrones estadounidense (consistente en macarrones y mayonesa) y varios complementos, como la pieza de carne de hamburguesa, el huevo frito y el gravy del loco moco, el tonkatsu de estilo japonés o el tradicional preferido de lū‘au, el cerdo kalua.

## Historia

### Época previa al contacto occidental

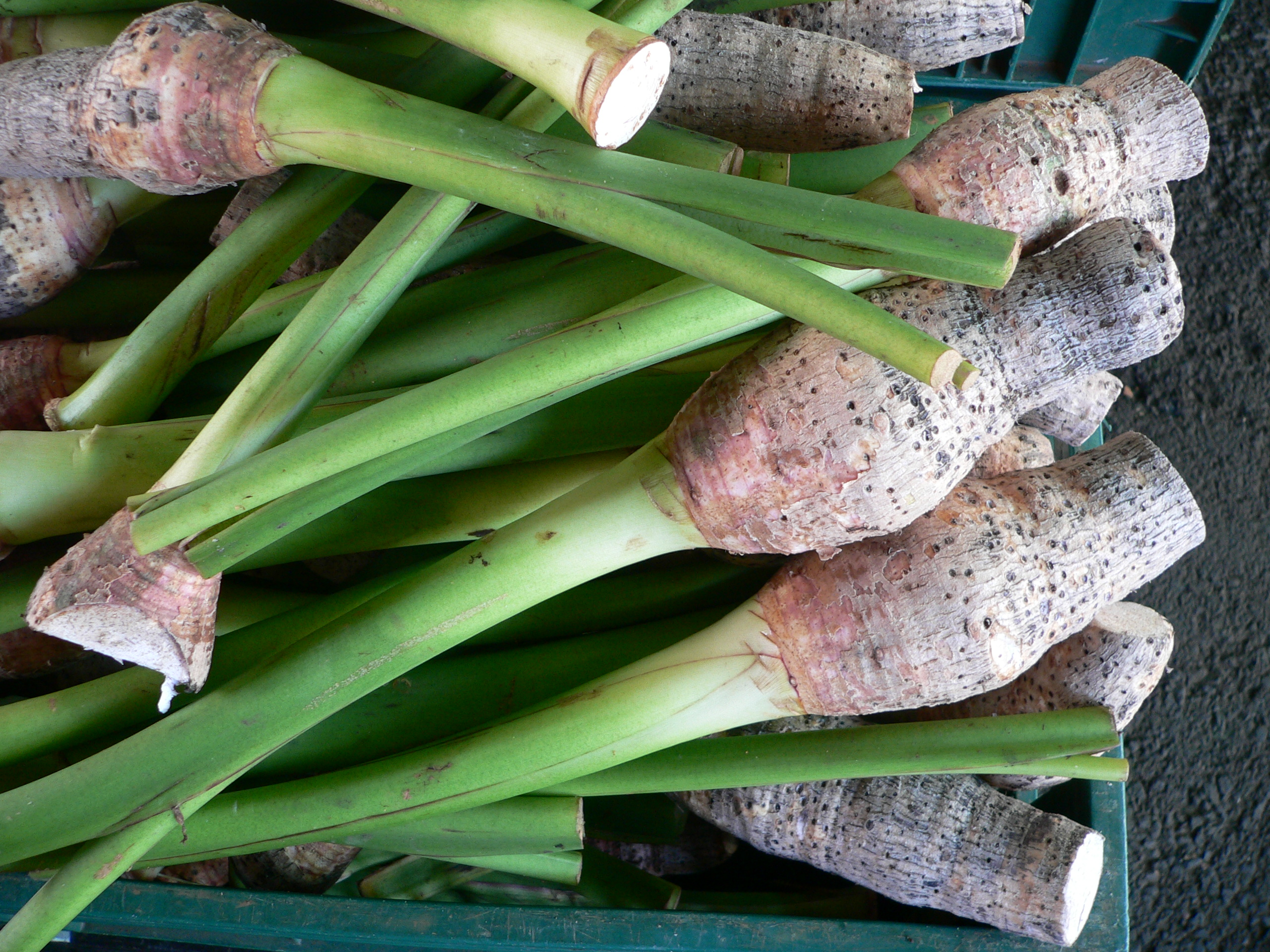
Taro (Colocasia esculenta).

Cuando los marineros polinesios llegaron al archipiélago hawaiano sobre 300–500 d. C. encontraron pocas plantas comestibles, aparte de unos pocos helechos y frutas que crecían en altitud. Los botánicos y arqueólogos creen que estos viajeros introdujeron cerca de 30 plantas en las islas, principalmente para alimentarse. La más importante de ella fue el taro. Durante siglos esta planta y el poi (hecho con ella) fueron los alimentos básicos de su dieta, y siguen consumiéndose actualmente. También se plantaron batatas y ñames. Los marquesanos, los primeros colonos de Polinesia, llevaron el árbol del pan, y más tarde los tahitianos introdujeron el plátano. Estos colonos también llevaron el coco y la caña de azúcar. Encontraron abundancia de peces, marisco y limu. Las aves no voladoras eran fáciles de capturar y los nidos proporcionaban abundantes huevos. La mayoría de las islas del Pacífico no tenían animales que dieran carne con la excepción de murciélagos y lagartos, de forma que los antiguos polinesios navegaron con cerdos, pollos y perros como cargamento. Los cerdos se criaban para sacrificarlos, y su carne se ofrecía en los altares, comiendo alguna los sacerdotes y disfrutándose el resto en una celebración. La dieta hawaiana primitiva era diversa, y pudo haber incluido hasta 130 tipos diferentes de marisco y 230 tipos de batata. Algunas especies de pájaros terrestres y marinos se consumieron hasta la extinción.
La sal marina era un condimento común en el Hawái antiguo, y la ʻinamona, un relish hecho de nueces de kukui asadas y machacadas, sal marina y a veces algas, acompañaba a menudo las comidas. En las ocasiones importantes se celebraba un banquete tradicional, el ‘aha‘aina. Cuando una mujer iba a tener su primer hijo, su marido empezaba a criar un cerdo para el ‘Aha‘aina Mawaewae, el festín que celebraba por su nacimiento. Aparte del cerdo, se tomaban salmonetes, gambas, cangrejos, algas y hojas de taro. El nombre moderno de estos banquetes, lū‘au, no se usó hasta 1856, reemplazando a los términos hawaianos ‘aha‘aina y pā‘ina. Lū‘au procede de una comida que siempre se sirve en un ‘aha‘aina, brotes de taro cocidas con leche de coco y pollo o pulpo.

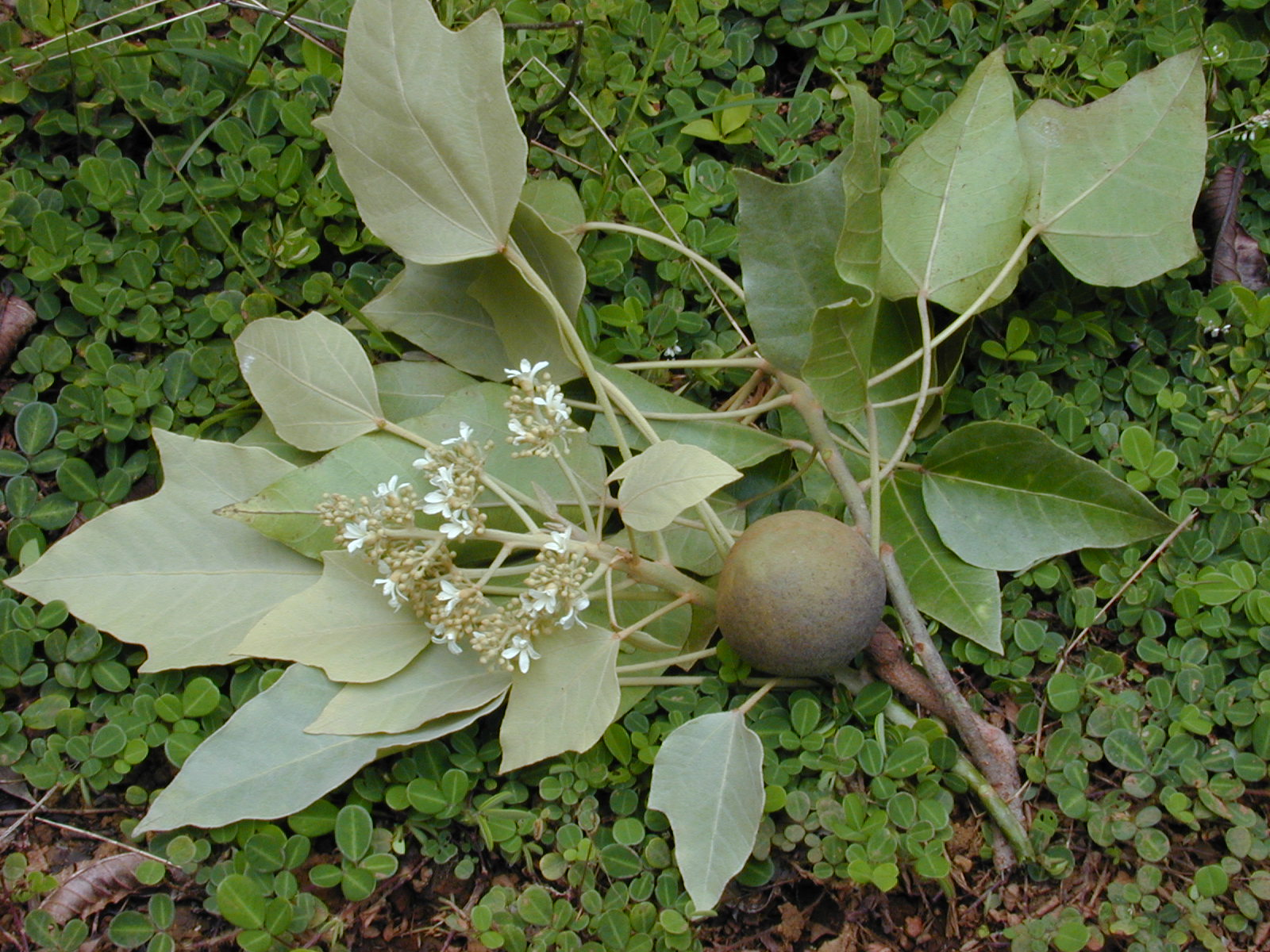
Hojas, flores y semilla de kukui.

Antes de cocinarlos, los cerdos y perros se sacrificaban estrangulándolos o asfixiándolos, para conservar su sangre. La carne se preparaba aplanando el animal destripado entero y asándolo sobre carbones, o espetado. Los animales mayores, como gallos, cerdos y perros, se cocinaban típicamente en hornos de tierra, o espetados sobre el fuego durante banquetes ceremoniales. Los hornos de tierra hawaianos, llamados imu, combinan el asado y la cocción al vapor en un método llamado kālua. Se cava un hoyo en la tierra y se forra con rocas volcánicas.

. Se hace fuego con brasas, y cuando las rocas estén al rojo se retiran estas y se introducen los alimentos envueltos en hojas de ti, jengibre o plátano, se cubre con hojas húmedas, esteras y una capa de tierra. Puede añadirse agua a través de un tubo de bambú para producir vapor. El intenso calor de las piedras calientes cocina la comida perfectamente, pudiendo cocinarse comida para varios días de una sola vez, sacándose y consumiéndose lo que se necesita, cambiándose la cubierta para mantener el resto caliente. Las batatas, el taro, el árbol del pan y otras verduras se cocinaban en el imu, así como pescado. Los congrios se salaban y secaban antes de hacerse en el imu. Los pollos, cerdos y perros se ponían en el imu con rocas calientes en la cavidad abdominal. Los hombres realizaban todo el proceso, y la comida para las mujeres se hacía en un imu separado (hombres y mujeres tomaban sus comidas por separado). La antigua costumbre de cocinar con el imu sigue conservándose.

### Época posterior al contacto
En 1778 el capitán James Cook visitó la isla de Niʻihau, dejando un carnero, ovejos, un verraco, una cerda inglesa y semillas de melón, calabaza y cebolla. En 1793 el capitán George Vancouver llevó las primeras vacas a las islas: longhorns de California fueron obsequiadas al rey Kamehameha I. Sin depredadores naturales, el nuevo ganado se multiplicó descontroladamente. El rey contrató a un estadounidense llamado John Parker para capturar y domesticar el ganado. Muchas piezas fueron sacrificadas y la ternera se introdujo en la cocina hawaiana.
La 1813 la piña fue cultivada por primera vez en Honolulu por Francisco de Paula y Marín, un botánico español asesor del rey Kamehameha I. Aunque la vid fue introducida por el capitán Vancouver sobre 1792, se acredita a Marín la creación del primer viñedo hawaiano en 1815 y la siembra de la ahora rara variedad Misión. Marín también produjo la primera cerveza en 1812, y sembró las primeras plantas de café en 1817, pero no prosperaron. Marín, llamado «Manini» por los hawaianos, experimentó con naranjas, limas, judías, repollos, patatas, melocotones, maíz y lechuga.
Para finales del siglo XIX, las plantaciones de piña y azúcar propiedad de colonos estadounidenses ocupaban buena parte del suelo, y ambos cultivos se convirtieron en importantes fuentes de ingresos para la economía hawaiana.

#### Recetas étnicas
La demanda de mano de obra subió con la expansión de las plantaciones, y los propietarios contrataron a trabajadores inmigrantes, incluyendo chinos, coreanos, japoneses, filipinos y portugueses. Cada grupo étnico demandaba su propia comida en los lugares de trabajos, y así surgieron granjas y mercados. Los inmigrantes chinos llevaron consigo la cocina cantonesa, cocinando los primeros platos revueltos, agridulces y dim sum de las islas, y reemplazaron el poi con arroz, añadiendo sus propias hierbas y especias. Los cultivadores de arroz chinos importaron especies familiares de peces desde Asia para criarlos en las acequias y canales locales.
Los coreanos llevaron el kimchi y construyeron pozos de barbacao para cocinar carnes marinadas. El estilo coreano bulgogi de carne deshuesada con salsa de ajo moderadamente dulce, y el galbi o carne con hueso y la misma salsa, además del bibimbap o arroz mezclado con verduras condimentadas, el kimchi, el namul y el gochujang agripicante se integraron en la cocina hawaiana.
Los inmigrantes portugueses llegaron a Hawái desde las Azores a finales del siglo XIX, llevando su cocina con énfasis en el cerdo, los tomates y el pimentón, y construyeron fornos, sus tradicionales hornos colmena, para elaborar pão doce, el pan dulce portugués, y malasada. Los balleneros llevaron pescado en salazón, que terminaría convirtiéndose en el salmón lomi-lomi. Los japoneses llevaron el bento y el sashimi, y aunque muchas de sus verduras no crecían en el clima de las islas lograron elaborar tofu y salsa de soja. Los hogares de los inmigrantes japoneses carecían de hornos, así que su cocina consistía en frituras, cocción al vapor, asados y estofados, lo que llevó a la popularización de la tempura y la sopa de fideos en Hawái. Para principios del siglo XX, los japoneses eran el grupo étnico más numeroso y el arroz se convirtió en el tercer cultivo de las islas.
La inmigración portorriqueña a Hawái empezó en 1900, contribuyendo las sopas espesas picantes condimentadas a la española, cazuelas, pasteles y empanadillas. Los filipinos llegaron en 1909, llevando judías y guisantes, los platos de adobo con vinagre y ajo, la cocción, estofado, asado y fritura en lugar del horneado, y el consumo de batata como alimento básico en vez del arroz. Los samoanos llegaron en 1919, construyendo sus hornos de tierra sobre el suelo en lugar de en un hoyo como el imu, y elaborando el poi con fruta en lugar de taro. Tras la finalización de la Guerra de Vietnam en 1975 llegaron los inmigrantes vietnamitas, y las cocinas tailandesa y vietnamita se añadieron al menú, incluyendo la hierbalimón, la salsa de pescado y el galangal del sureste asiático.

#### Finales delsigloXIX–sigloXX
El primer restaurante de Honolulu fue abierto en 1849 por un portugués llamado Peter Fernández. Situado tras el banco Bishop & Co., el establecimiento era conocido como la «casa de comidas», y le siguieron otros restaurantes como el Parisian Restaurant de Leon Dejean en la esquina de las calles Hotel y Fort. En 1872 abrió el Royal Hawaiian Hotel en la calle Hotel, y como uno de los hoteles más refinados del Pacífico, atendía a clientes adinerados. El restaurante del Royal Hawaiian servía platos equiparables a los de los mejores establecimientos europeos, ofreciendo un menú de 1874 platos como lisa, cordero, pollo con tomate y cabinet pudding.
La importante industria de la piña en Hawái comenzó cuando el «Rey de las Piñas», James Dole, las plantó en la isla de Oahu en 1901. En 1922 Dole compró la isla de Lanai para la producción a gran escala de la piña. Para 1950 su Hawaiian Pineapple Company era la mayor compañía del sector en el mundo.
En 1905, George R. Carter, gobernador de Hawái, promocionó el incremento de la producción agrícola local diciendo que «hubo una época en la que Hawái suministraba harina a California, y también patata y otras verduras. Ahora California produce la suya y envía aquí parte de su excedente.» Las editoriales de los periódicos de la época también se preguntaban por qué las guayabas producidas localmente se pudrían en la tierra mientras los agricultores plantaban piñas foráneas en Hawái. Estas preocupaciones no fueron resueltas hasta casi un siglo después, cuando el movimiento gastronómico local empezó a animar a la industria agrícola a «cultivar local, comprar local y comer local». Desde la década de 1970 las piñas se cultivaban a menor precio en el sureste asiático, por lo que la agricultura hawaiana empezó a diversificarse, produciendo diversos cultivos como calabacines, tomates, pimientos chile y lechugas. Entre 1978 y 1988 los cocineros que llegaban a Hawái evitaban los ingredientes producidos en las islas, prefiriendo los equivalentes del continente estadounidense, o incluso de Australia, Nueva Zelanda y Europa.

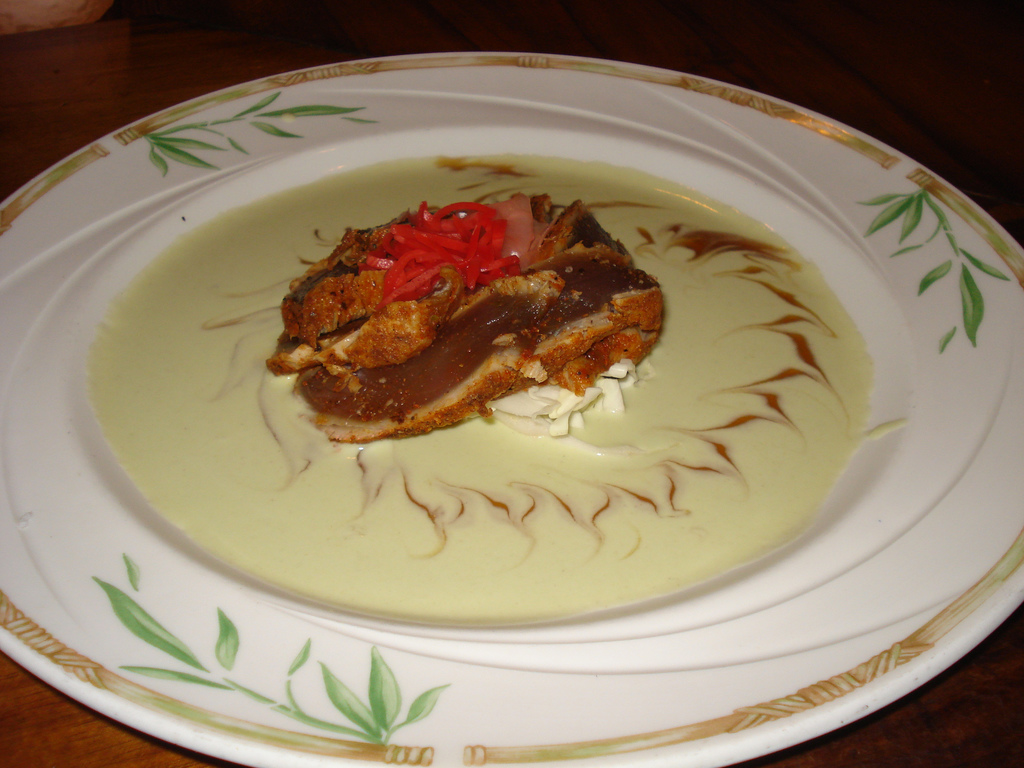
Un ejemplo de cocina regional hawaiana: ahi (atún de aleta amarilla) dorado y beurre blanc de wasabi.

En agosto de 1991 un grupo de cocineros de Hawái fundaron una organización para crear una nueva gastronomía regional estadounidense, resaltando los ingredientes producidos localmente y los diversos estilos étnicos. En 1992 doce cocineros, incluyendo Sam Choy, George Mavrothalassitis, Alan Wong y Roy Yamaguchi, se unieron para promocionar un libro de recetas benéfico. El objetivo de este grupo de cocineros era enlazar la agricultura local con la industria hostelera, haciendo que la cocina regional hawaiana fuera un reflejo de la comunidad. Para ello reemplazaron la anodina cocina internacional de los hoteles basada en productos importados por un estilo basado en ingredientes producidos localmente.
En repostero japonés-americano Robert Taira inventó una receta para la versión hawaiana del pan dulce portugués en los años 1950. Taira empezó a producir comercialmente el pan en Hawái, triunfando en las panaderías y cafeterías de Honolulu, lo que le permitió expandir la producción a California y Carolina del Sur. Para la década de 1980 la compañía de Taira, King's Hawaiian Bakery, facturaba 20 millones de dólares al año.
Donn Beach, un antiguo traficante, abrió lo que se considera el primer restaurante tiki, y reclama la creación del Mai Tai. A medida que los militares estadounidenses volvían a casa, llevaban gustos que no quedaban satisfechos por los restaurantes italianos, franceses y estadounidenses de la época. Los restaurantes tiki empezaron a aparecer pronto, acompañados de bares tiki que servían bebidas tropicales. Una de estas cadenas que aprovechó la aparición de esta nueva clientela aficionada a lo exótico fue la de Trader Vic. De los 26 locales que llegaron a funcionar solo quedan unos pocos, como el de Emeryville. Gran parte de la comida servida en los restaurantes tiki se considera cantonesa, pero la fusión con los ingredientes hawaianos era lo que la hacía característica.

## Ingredientes

### Verdura, fruta y frutos secos

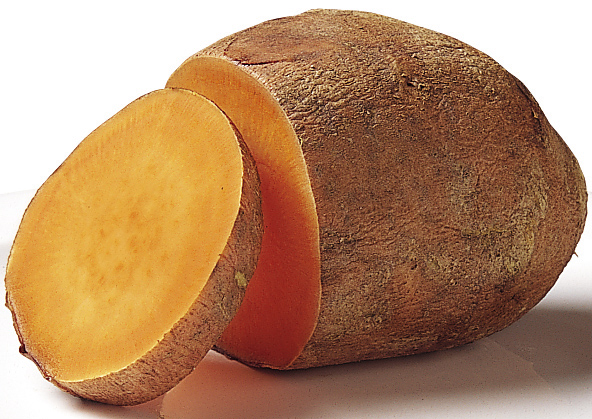
Batata.

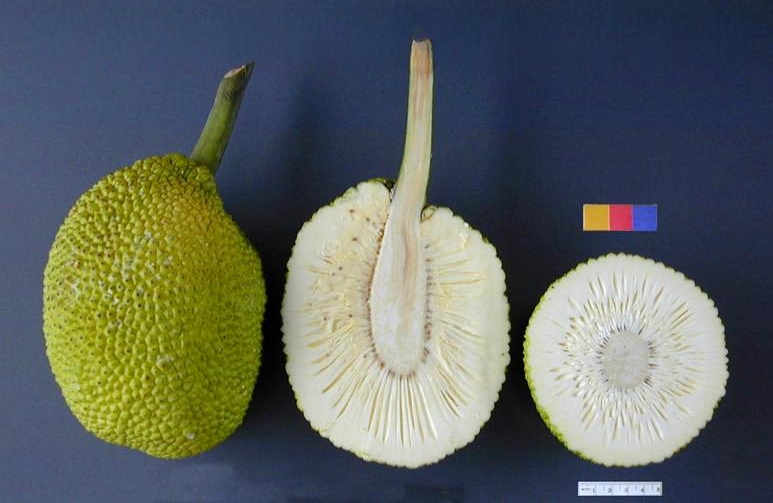
Fruto del árbol del pan.

- Taro (Colocasia esculenta): Una antigua y popular planta que ha sido cultivada durante al menos 30.000 años por los indígenas de Nueva Guinea.[33] Hay cientos de variedades de taro, siendo la variedad cormo de humedal la mejor para el poi,[2] así como para el almidón y la harina. La variedad de suelo seco tiene una textura crujiente y se usa para elaborar chips de taro. La variedad japonesa más pequeña se emplea para estofados.[2]
- Árbol del pan (Artocarpus altilis).
- Árbol candil (Aleurites moluccana) o kukui: Sus huesos asados se usan tradicionalmente como velas. Es el ingrediente principal del antiguo condimento hawaiano ʻinamona.
- Coco (Cocos nucifera).
- Arrurruz de Haití (Tacca leontopetaloides) o pia: Empleado principalmente como espesante. El arrurruz cocido se mezcla con papaya, banana o calabaza en postres. El haupia, un budín de crema de coco hawaiano, emplea pia como espesante.
- Ti (Cordyline fruticosa) o ki: Después de que la destilación llegara a Hawái, la raíz de ti se transformaba en un licor llamado okolehao.
- Frijol alado (Psophocarpus tetragonolobus).
- Jícama (Pachyrhizus erosus).

### Carnes

#### Spam
El spam enlatado de Hormel ha sido un producto cárnico muy popular en Hawái durante décadas. Los hawaianos son los segundos consumidores de spam del mundo, tras Guam. Llevado originalmente a Hawái por los militares estadounidenses, el spam se convirtió en una importante fuente de proteína para los indígenas tras la prohibición de pescar en los alrededores de las islas durante la Segunda Guerra Mundial. En 2005 los hawaianos consumieron más de 5 millones de latas de spam.
El spam se usa en diversos platos locales, principalmente frito y servido con arroz. En los desayunos se sirve a menudo junto a huevos fritos. También puede envolverse en ti y asarse, freírse en un pincho o revolverse con repollo. Se añade al saimin o al arroz frito, se machaca con tofu o se sirve con sōmen fríos o macarrones con queso al horno. También se usa en chutney para el pu pu, en sándwich con mahonesa o al horno con mermelada de guayaba. El spam musubi, una rodaja de spam dulce marinado con sal y atado a un pastel de arroz con una tira de nori, es un aperitivo muy popular en Hawái desde la década de 1980.

#### Ternera
En el siglo XIX John Parker llevó vaqueros mexicanos a entrenar a los hawaianos en la doma y cría de ganado. Los vaqueros hawaianos de Kamuela y Kula llegaron a ser llamados paniolos. La cría de vacuno creció rápidamente durante el siglo siguiente. En 1960 la mitad de la tierra de Hawái estaba dedicada a la producción de ternera para la exportación, pero para 1990 había caído al 25%. Los paniolos mascaban pipikaula (‘cuerda de buey’), ternera saldad y seca parecida al beef jerky. La pipikaula solía asarse antes de servirla. Con la influencia de la cocina asiática, las tiras de buey suelen marinarse en salsa de soja. Cuando la ternera se seca al sol, suele emplearse una caja para mantenerla libre de moscas y polvo. La carne seca podía encontrarse como relish o aperitivo en un lū‘au.

### Pescado y marisco

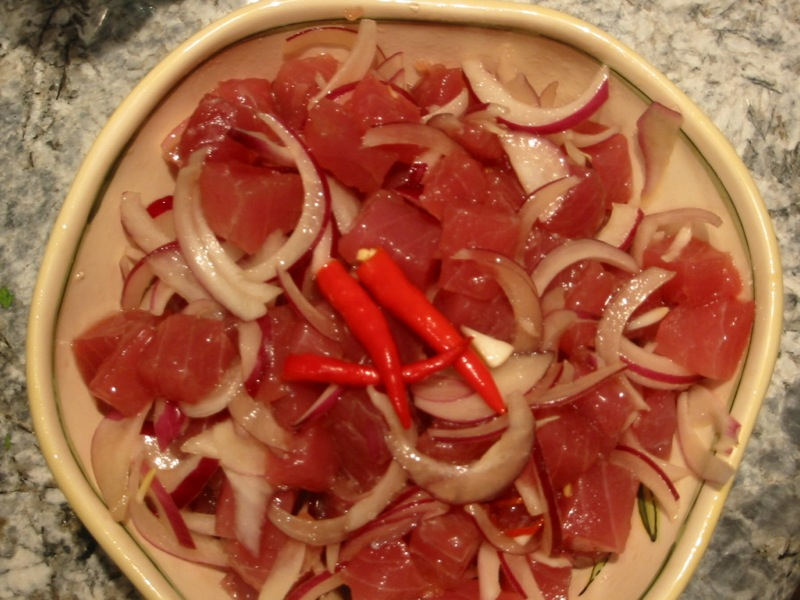
Ahi poke (ensalada de pescado crudo).

El atún es el pescado más importante de la cocina hawaiana. Las variedades incluyen el bonito de altura (aku), el atún de aleta amarilla (ahi) y el atún blanco (tombo). El ahi en particular tiene una larga historia, ya que los antiguos hawaianos lo empleaban en los largos viajes oceánicos por su buena conservación tras salarlo y secarlo. Una gran parte de la pesca local de atún se envía a Japón para venderse para sashimi. El atún también se toma como sashimi en Hawái, pero también se hace a la parrilla o salteado, o se usa para elaborar poke.
El marlín azul del Pacífico (kajiki) se hace a la barbacoa o a la parrilla, pero no debe pasarse porque tiene un bajo contenido graso. El pez espada (shutome), popular y comercializado en todo el continente estadounidense, sí es rico en grasa y sus filetes pueden hacerse a la plancha, a la parrilla o usarse en resueltos. El mero (hapuu) se hace casi siempre al vapor. El huachinango (onaga) se hace al vapor, escalfado o al horno. El rompemejillones (opakapaka) es rico en grasa, y se hace al vapor o al horno, sirviéndose con una salsa clara. El peto (ono) se hace a la parrilla o salteado, y el dorado (mahimahi) suele cortarse en filetes y freírse o asarse. El mono (opah) se emplea en asados, ahumado o para sashimi.

## Platos

### Poke
El poke es una especialidad local que originalmente implicaba conservar el pescado crudo con sal marina y frotarlo (lomi) con condimentos o cortarlo en trocitos. Tradicionalmente se empleaban condimentos hechos de alga, nuez de kukui y sal marina. Desde el primer contacto con las culturas occidentales y asiáticas es frecuente añadirles cebolleta, pimentón y salsa de soja. El pok difiere del sashimi en que el primero se corta grueso y se amontona en el plato, y puede prepararse con cortes más baratos de pescado.

### Pā mea ʻai

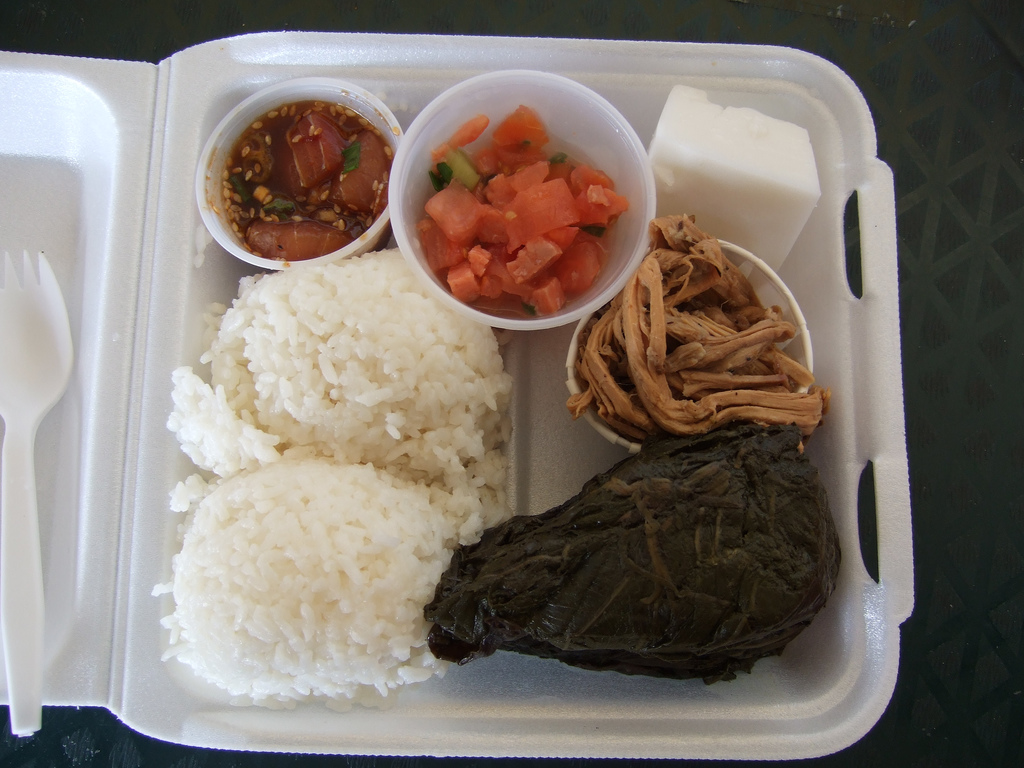
Pā mea ʻai con ahi poke, salmón lomi-lomi, cerdo kalua, laulau de cerdo, arroz al vapor y haupia.

Normalmente servido para comer, el pā mea ʻai consiste en un entrante de carne o marisco, dos bolas de arroz y ensalada de macarrones.

### Otros platos
Otros platos típicos de la cocina hawaiana son:
- Arroz largo con pollo: pollo cocinado con caldo de pollo, jengibre, cebolleta y arroz largo.
- Café Kona.
- Cerdo kalua: pulled pork con repollo marinado al vapor.
- Crack seed.
- Laulau: pescado o cerdo al vapor envuelto en hojas de taro y una hoja de ti. También puede incluir pollo, o hacerse solo con pollo o cerdo.
- Loco moco: pastel de carne de hamburguesa servido con gravy y cubierto con dos huevos.
- Malasada: dónut portugués frito y cubierto de azúcar.
- Manapua: versión local de bao, normalmente rellena con char siu.
- Mochi.
- Musubi.
- Opihi.
- Pan dulce portugués.
- Pasteles.
- Poi: raíz de taro machacada.
- Saimin: sopa de fideos con diversas carnes o dumplings.
- Salmón lomi-lomi: salmón en dados combinado con tomate, cebolla Maui y guindilla.
- Granizado hawaiano.
- Plato pupu: Una bandeja de aperitivos tradicionales.

## Bebidas

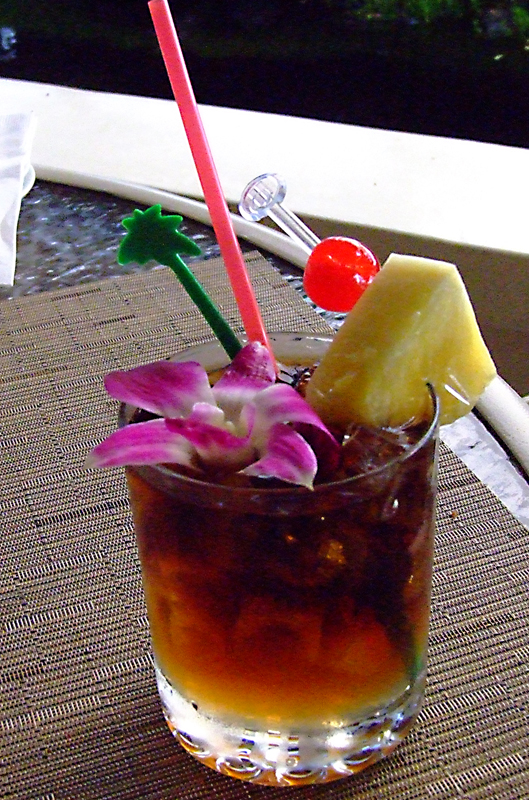
Mai Tai.

- Los cócteles tiki tropicales hawaianos como el Blue Hawaii y el Mai Tai usan ron. El Mai-Tai usa ron barbadense, jamaicano o haitiano. El ron Hana Bay solía producirse en Hāna, pero actualmente se fabrica en las Islas Vírgenes y se embotella en el continente estadounidense. El ron se mezcla con zumo de diversas frutas tropicales y se sirve decorado con un trozo de fruta.[43]
- El okolehao es un licor hawaiano tradicional hecho de planta ti, que acompaña a menudo al lū‘au.[43]
- La kawa-kawa (Piper methysticum) o ‘awa es una bebida tradicional de Oceanía que se cree procede de Vanuatu.[44] En época moderna ha tenido cierta popularidad en Hawái, con plantaciones comerciales en Maui, Molokai, Kauai y Oahu.
- El vino hawaiano se produce principalmente en la isla de Maui y en la de Hawái. El estado produce principalmente vinos de fruta, como el espumoso de piña.
- La cerveza hawaiana está representada por el mayor pub cervecero del estado, Kona Brewing Company. Entre 1901 y 1998, Primo fue una de las cervezas hawaianas más populares, y en 2008 volvió a producirse.